# Louis-Ferdinand de Prusse (1772-1806)
Pour les articles homonymes, voir Louis-Ferdinand de Prusse.
Louis-Ferdinand de Prusse, né le 18 novembre 1772 au château de Friedrichsfelde, tué le 10 octobre 1806 à la bataille de Saalfeld, est un prince prussien, membre de la maison de Hohenzollern. Neveu du roi de Prusse Frédéric II le Grand, il est le fils du plus jeune des frères du souverain, le prince Auguste Ferdinand de Prusse et de son épouse Anne-Élisabeth-Louise de Brandebourg-Schwedt. Il est donc un proche cousin des rois Frédéric-Guillaume II et Frédéric-Guillaume III de Prusse sous les règnes desquels il combattit la France révolutionnaire.

## Carrière musicale
En plus d'être un vaillant soldat, Louis-Ferdinand est également un élève de Beethoven qui lui dédie son Concerto pour piano nº 3. Johann Friedrich Reichardt, Kapellmeister de Frédéric II et de Frédéric-Guillaume II, le considère comme un grand pianiste. Il brille dans de nombreux salons à Berlin où il improvise au piano. C'est un compositeur talentueux.
Quelques œuvres :
- Octuor en fa majeur, op.12
- Quatuor avec piano en fa mineur, op. 6
- Quintette avec piano en ut majeur, op.1
- Trio avec piano en la bémol majeur, op.2

## Carrière militaire

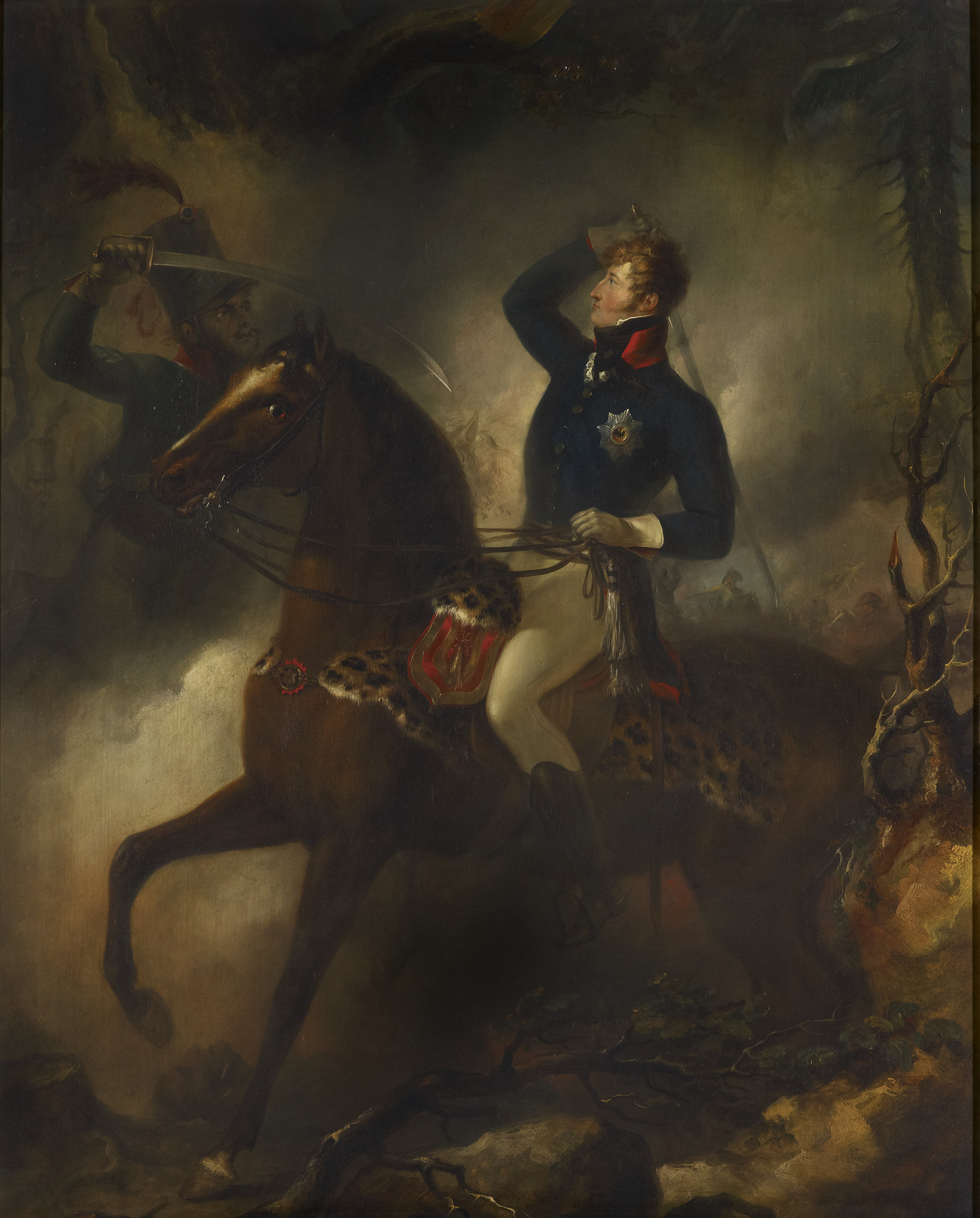
The Death of Prince Louis Ferdinand of Prussia (1772-1806) Peter Edward Stroehling, Royal Collection

Il prend part au siège de Mayence en 1793 où il est blessé. Farouche partisan de la reprise de la guerre contre la France, Louis-Ferdinand, fraîchement nommé lieutenant-général, conduit un corps de 8 500 hommes à l'avant-garde des troupes prussiennes. Le 10 octobre 1806 à la bataille de Saalfeld, il s'oppose au 5e corps de Lannes. En très nette infériorité numérique et hors d'état de résister, Louis-Ferdinand refuse pourtant de se rendre au maréchal des logis Jean-Baptiste Guindey (1785-1813), du 10e régiment de hussards. D'un coup de sabre, il taillade celui-ci au visage. En retour, Guindey lui administre un coup de sabre au bas du crâne puis un coup mortel à la poitrine.
Eu égard à son rang et à sa vaillance, le maréchal Lannes fit rendre les honneurs au prince. Son corps fut déposé dans le tombeau des princes de Cobourg à Saalfeld.
Un monument fut érigé en son honneur à Wöhlsdorf entre Saalfeld et Rudolstadt.

## Mariage et descendance
En 1800, Louis-Ferdinand fut pressenti par la duchesse douairière de Courlande pour épouser sa fille aînée, Wilhelmine, princesse de Sagan. Malgré le soutien de la princesse Radziwill, sœur de Louis-Ferdinand et proche de la duchesse douairière, le roi Frédéric-Guillaume III  de Prusse s'opposa à l'union considérant que la jeune fille, malgré son immense fortune et sa grande beauté, n'était pas de sang suffisamment royal.
Louis-Ferdinand contracta plus tard un mariage morganatique avec la comtesse Marie-Adélaïde de la Grange. De ce mariage naquit un fils :
- Theodor Friedrich Klitsche de la Grange.

Il avait eu également trois enfants illégitimes :
- Avec Eberhardine Charlotte Justine von Schieben :
  - Caroline Henriette Bentley (* 1789 à Berlin - † ?) ;

- Avec Friederike Susanne Henriette Fromme :
  - Heinrich Ludwig von Wildenbruch (* 28 mars 1803 à Berlin - † 29 novembre 1874)
  - Émilie Henriette Luise Blanca von Wildenbruch (* 22 août 1804 à Berlin - † 20 avril 1887).

## Iconographie

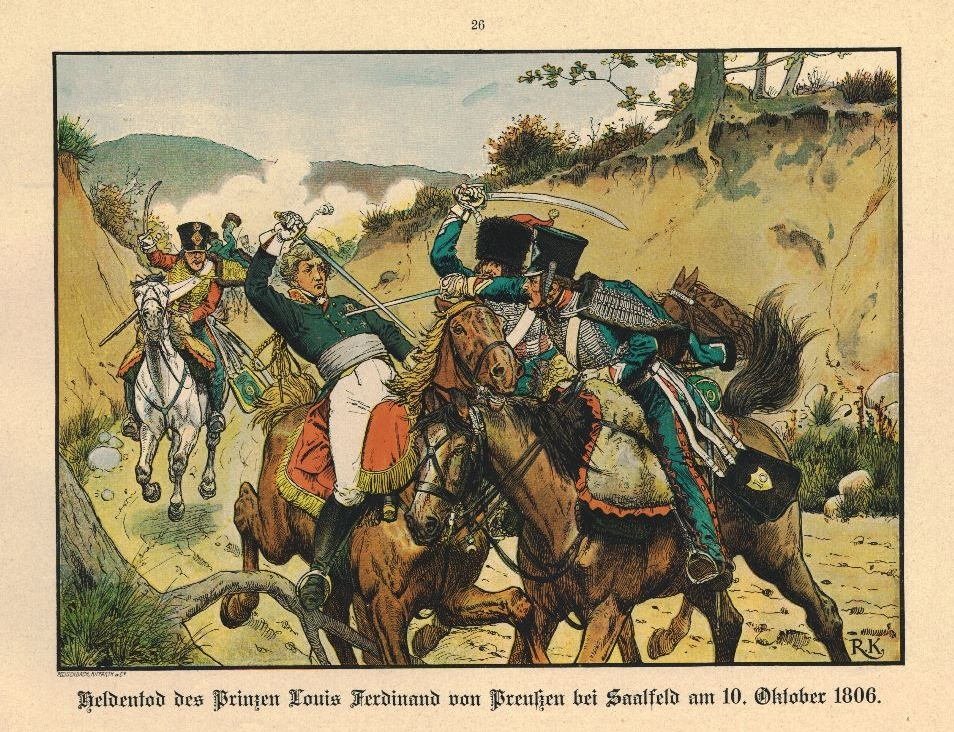
La mort du prince Louis Ferdinand, par Richard Knötel. En avant, le maréchal des logis Guindey et un camarade, en derrière un membre du 9e régiment de hussards.

La gravure reproduite ici est tirée d'un ouvrage sur la reine Louise édité à Berlin en 1896, œuvre de Richard Knötel (1857-1914), et s'inspire d'un tableau du peintre français Jean-Laurent Mosnier qui avait fui la France à la Révolution. Autrefois au château de Monbijou, ce tableau fit partie ensuite des collections des Hohenzollern à Berlin. Il est conservé de nos jours à Potsdam, au Nouveau Palais (Neues Palais), (Stiftung Preussische Schlösser und Gärten Berlin-Brandenburg), N° d'inventaire : GKI 9044.
En réalité, le prince espérait distancer ses poursuivants grâce à son excellente monture et ses aides de camp qui pouvaient le couvrir. Mais son cheval s'entrave dans une haie. Au moment où il va se dégager, Guindey le rejoint et le somme de se rendre. Le prince, qui parle français, répond "Sieg oder Tod" (la victoire ou la mort) et blesse d'un coup de sabre son adversaire. Dans le duel qui s'ensuit, Guindey abat le prince. Des cavaliers prussiens arrivent à la rescousse. Un hussard français surgit à son tour, abat l'un d'eux d'un coup de pistolet et permet à Guindey de se dégager. Knoetel a représenté la haie qui gêne son cheval. Mais il présente deux hussards du 10e contre lui (Guindey au premier plan portant son coup mortel, un autre juste derrière appartenant à une compagnie d'élite) et un troisième du 9e qui arrive à son tour, alors que les deux opposants étaient seuls à ce moment du duel.
- Bibliographie
  - Pierre Rosenberg et David Mandrella, Gesamtverzeichnis Französische Gemälde des 17. und 18. Jahrhunderts in deutschen Sammlungen. Bonn-Munich, 2005, n° 708 (ill.).